# Incahuasi (Ferreñafe)
Incahuasi es una localidad peruana capital del distrito homónimo ubicado en la provincia de Ferreñafe en el departamento de Lambayeque. 
Tiene una población de 411 habitantes en el 1993. Está a una altitud de 3100 m s. n. m. y situado a unos 260 kilómetros de la ciudad de Chiclayo.
La zona monumental de Incahuasi fue declarado patrimonio histórico del Perú el 25 de mayo de 1988 mediante el R.J.N° 214-88-INC/J.

## Clima
| Parámetros climáticos promedio de Incahuasi | Parámetros climáticos promedio de Incahuasi | Parámetros climáticos promedio de Incahuasi | Parámetros climáticos promedio de Incahuasi | Parámetros climáticos promedio de Incahuasi | Parámetros climáticos promedio de Incahuasi | Parámetros climáticos promedio de Incahuasi | Parámetros climáticos promedio de Incahuasi | Parámetros climáticos promedio de Incahuasi | Parámetros climáticos promedio de Incahuasi | Parámetros climáticos promedio de Incahuasi | Parámetros climáticos promedio de Incahuasi | Parámetros climáticos promedio de Incahuasi | Parámetros climáticos promedio de Incahuasi |
| Mes                                         | Ene.                                        | Feb.                                        | Mar.                                        | Abr.                                        | May.                                        | Jun.                                        | Jul.                                        | Ago.                                        | Sep.                                        | Oct.                                        | Nov.                                        | Dic.                                        | Anual                                       |
| ------------------------------------------- | ------------------------------------------- | ------------------------------------------- | ------------------------------------------- | ------------------------------------------- | ------------------------------------------- | ------------------------------------------- | ------------------------------------------- | ------------------------------------------- | ------------------------------------------- | ------------------------------------------- | ------------------------------------------- | ------------------------------------------- | ------------------------------------------- |
| Temp. máx. media (°C)                       | 29.5                                        | 30.5                                        | 30                                          | 29                                          | 26.5                                        | 25                                          | 24                                          | 24                                          | 24                                          | 25                                          | 26                                          | 28                                          | 26.8                                        |
| Temp. mín. media (°C)                       | 20                                          | 22                                          | 21                                          | 20                                          | 18                                          | 17                                          | 16                                          | 16                                          | 16                                          | 17                                          | 17.5                                        | 19                                          | 18.3                                        |
| Fuente: Accuweather                         |                                             |                                             |                                             |                                             |                                             |                                             |                                             |                                             |                                             |                                             |                                             |                                             |                                             |

## Lugares de interés
- Poblado de Incahuasi[4]
- Refugio de Vida Silvestre de Laquipampa[5]
- Iglesia San Pablo de Incahuasi[6]